# Supalonely
Supalonely — сингл новозеландской певицы Benee при участии американского певца Gus Dapperton. Он был выпущен 6 декабря 2019 как третий сингл с её второго мини-альбома Stella & Steve, а также на дебютном альбоме Hey U X (2020). Он стал популярным в приложении TikTok в марте 2020, набрав 6,9 миллиардов прослушиваний за месяц.

## Музыкальное видео

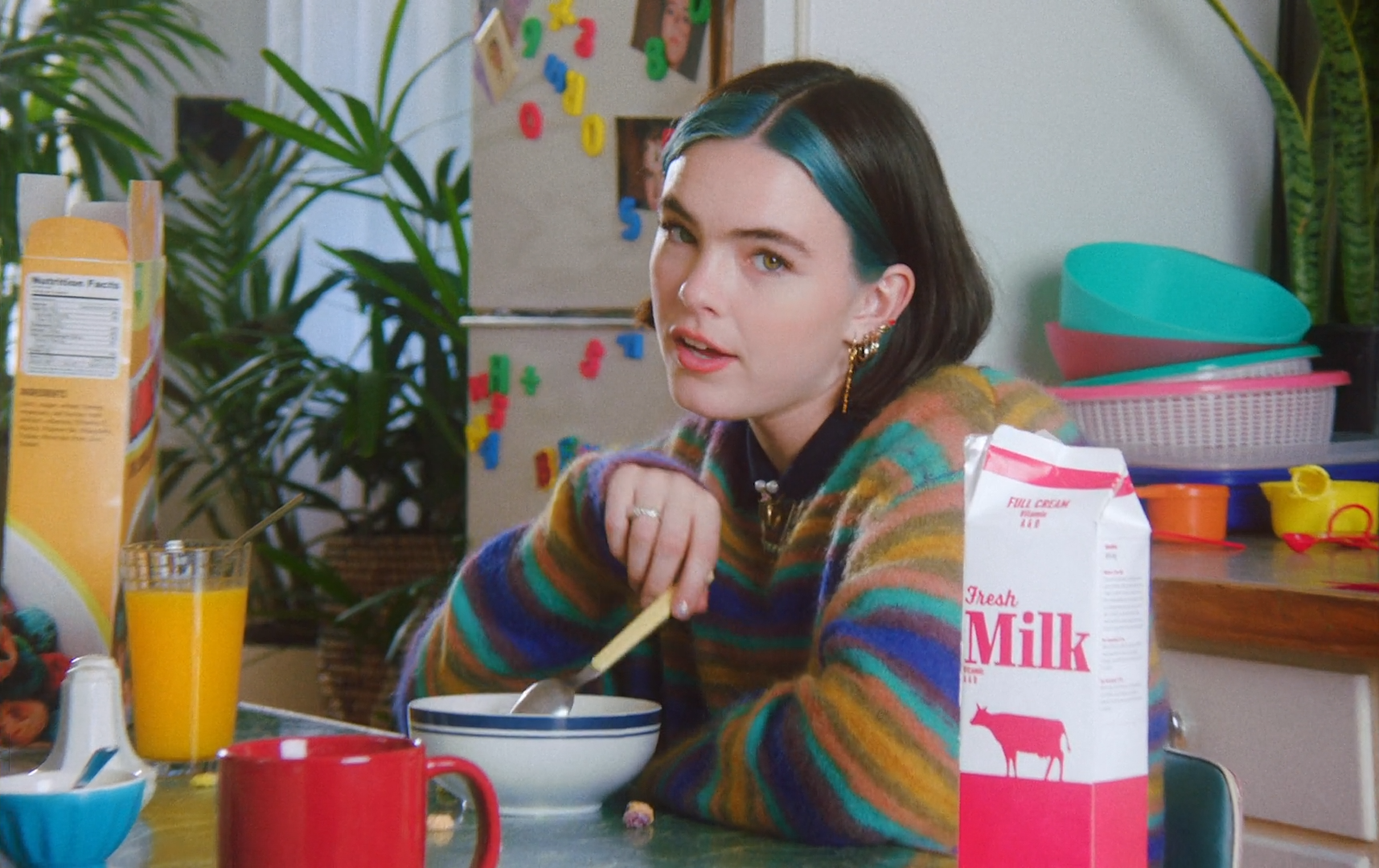
Benee в музыкальном видео

Видеоклип был выпущен 5 февраля 2020, спустя четыре месяца после релиза песни. В июне 2020 видеоклип набрал 89 миллионов просмотров на YouTube.

## Коммерческий успех
Песня была сертифицирована золотой на второй неделе пребывания в новозеландском чарте New Zealand Top 40. Она также входила в топ-10 в австралийском, канадском, норвежском, ирландском, нидерландском и бельгийском чартах, а также в топ-40 в британском, американском, французском, немецком, шведском, австрийском, финляндском и датском чартах.

## Чарты
| Чарт (2020)                                  | Высшая позиция |
| -------------------------------------------- | -------------- |
| Аргентина (Argentina Hot 100)                | 24             |
| Австралия (ARIA)                             | 6              |
| Австрия (Ö3 Austria Top 40)                  | 15             |
| Бельгия/Фландрия (Ultratop 50)               | 3              |
| Бельгия/Валлония (Ultratop 50)               | 4              |
| Канада (Canadian Hot 100)                    | 10             |
| Чехия (Rádio — Top 100)                      | 35             |
| Чехия (Singles Digitál Top 100)              | 19             |
| Дания (Tracklisten)                          | 17             |
| Финляндия (Suomen virallinen lista)          | 18             |
| Франция (SNEP)                               | 36             |
| Германия (GfK)                               | 26             |
| Венгрия (Stream Top 40)                      | 23             |
| Исландия (Tonlist)                           | 39             |
| Ирландия (IRMA)                              | 10             |
| Италия (FIMI)                                | 64             |
| Литва (AGATA)                                | 9              |
| Малайзия (RIM)                               | 3              |
| Нидерланды (Dutch Top 40)                    | 4              |
| Нидерланды (Mega Top 50)                     | 1              |
| Нидерланды (Single Top 100)                  | 6              |
| Новая Зеландия (Recorded Music NZ)           | 2              |
| Норвегия (VG-lista)                          | 6              |
| Польша (Polish Airplay Top 100)              | 42             |
| Португалия (AFP)                             | 34             |
| Россия (TopHit)                              | 15             |
| Шотландия (OCC Scotland)                     | 43             |
| Сингапур (RIAS)                              | 8              |
| Словакия (Singles Digitál Top 100)           | 26             |
| Швеция (Sverigetopplistan)                   | 35             |
| Швейцария (Schweizer Hitparade)              | 25             |
| Великобритания (OCC UK Singles)              | 18             |
| США (Billboard Hot 100)                      | 39             |
| США (Billboard Adult Top 40)                 | 30             |
| США (Billboard Mainstream Top 40)            | 12             |
| США (Billboard Hot Rock & Alternative Songs) | 3              |
| США (Rolling Stone Top 100)                  | 57             |

## Сертификации
| Регион | Сертификация  | Продажи |
| --- | ------------- | ------- |
| Австралия (ARIA) | Платиновый    | 70 000  |
| Бельгия (BEA) | Золотой       | 20 000  |
| Канада (Music Canada) | Платиновый    | 80 000  |
| Новая Зеландия (RMNZ) | 2× Платиновый | 60 000  |
| Великобритания (BPI) | Серебряный    | 200 000 |
| * Данные о продажах приведены только на основе сертификации. · Данные о продажах + прослушиваниях приведены только на основе сертификации. |               |         |

## История релизов
| Регион         | Дата           | Формат                 | Лейбл    | Прим.       |
| -------------- | -------------- | ---------------------- | -------- | ----------- |
| Австралия      | 6 декабря 2019 | Contemporary hit radio | Republic | [ 4 ] [ 5 ] |
| Новая Зеландия | 6 декабря 2019 | Contemporary hit radio | Republic | [ 4 ] [ 5 ] |
| Италия         | 13 марта 2020  | Contemporary hit radio | Republic | [ 55 ]      |
| США            | 17 марта 2020  | Contemporary hit radio | Republic | [ 56 ]      |
| Великобритания | 27 марта 2020  | Contemporary hit radio | Republic | [ 57 ]      |

## Акустическая версия
В мае 2020 года Benee выпустила акустическую версию песни под названием «Lownely». Эта «мечтательная» версия песни была записана 25 марта в студии Golden Age в Морнингсайде, Окленд.

### Чарты
| Чарт (2020)                                     | Высшая позиция |
| ----------------------------------------------- | -------------- |
| Новая Зеландия (New Zealand Hot Singles)        | 24             |
| Новая Зеландия (New Zealand Artist Hot Singles) | 1              |

## История релизов
| Регион | Дата       | Формат            | Лейбл    | Прим.  |
| ------ | ---------- | ----------------- | -------- | ------ |
| Мир    | 5 мая 2020 | Цифровая загрузка | Republic | [ 61 ] |